# 戀人絮語
《戀人絮語》（韓語：새드 무비）是一部2005年的韩国電影。

## 剧情
影片由四段悲傷的故事集合而成：手語主播秀晶（林秀晶 飾）和消防員鎮宇（鄭雨盛 飾）是一對戀人。不過，她並不喜歡他的危險工作。當兩人終於決定結婚時，卻遭遇了滅頂之災......拳擊陪練河錫（車太鉉 飾）厭倦了做人肉沙袋的飯碗。一次偶然的機會，他找到一份新的職業——分手代理。這份工作讓他見識了太多的悲歡離合，並堅定了對女友淑賢（孫泰英 飾）的愛，但是偏偏事與願違；身為職業女性的朱英（廉晶雅 飾）因為工作壓力大，忽略了對兒子諱燦（呂珍九 飾）的呵護。當她因胃病住院後，母子在交流中都感受到了親情的溫暖；秀晶妹妹，啞女秀恩（新慜娥 飾）與畫家尚圭（李己雨 飾）在公園活動中不期而遇，他們因為一幅畫結緣。由於她帶著娃娃的面具，因此他看不到她的臉。但兩人卻在猜測中墮入了無聲的愛河......

## 演員表
| 演 員  | 角 色             | 備 註                           |
| 鄭雨盛 | 李鎮宇 （이진우） | 消防員 秀晶男友                 |
| 林秀晶 | 安秀晶 （안수정） | 手語新聞主播 秀恩姊、鎮宇女友   |
| 車太鉉 | 鄭河錫 （정하석） | 拳擊陪練、後爲分手專家 淑賢男友 |
| 孫泰英 | 崔淑賢 （최숙현） | 超市收銀 河錫女友               |
| 廉晶雅 | 嚴朱英 （엄주영） | 職業女性 諱燦母                 |
| 呂珍九 | 朴諱燦 （박휘찬） | 小學生 朱英子                   |
| 新慜娥 | 安秀恩 （안수은） | 遊樂園藝人 聾啞者，秀晶妹       |
| 李己雨 | 尚 圭 （상 규）   | 畫家                            |

## 荣誉
| 年度   | 電影節                        | 項目     |
| ------ | ----------------------------- | -------- |
| 2006年 | 荷蘭亞洲電影節                |          |
| 2006年 | 科斯莫拉瑪-特隆赫姆國際電影節 | 主單元   |
| 2005年 | 夏威夷國際電影節              | 開幕影片 |